# Front Nacional de Catalunya
|  | Aquest article tracta sobre el partit dissolt el 1990. Vegeu-ne altres significats a «Front Nacional de Catalunya (2013)». |

El Front Nacional de Catalunya (FNC) fou una organització política catalana independentista i progressista. Es fundà com a front patriòtic el 1940 i el 1946 es convertí en partit polític. El 1990 es va dissoldre integrant-se a Esquerra Republicana de Catalunya.

## Història

### Origen
El FNC va néixer l'abril de 1940 a París com un front patriòtic de les mans de diversos exiliats nacionalistes militants d'Estat Català i pertanyents a tots els diferents sectors que corresponien als antics partits i organitzacions que ingressaren a Estat Català quan aquest abandonà ERC el maig de 1936. Entre els fundadors hi ha: Joan Cornudella i Barberà i Antoni Andreu i Abelló, de la directiva d'Estat Català; Manuel Cruells i Pifarré, de les Joventuts d'Estat Català; Marcel·lí Perelló i Domingo, del sector de l'antic Partit Nacionalista Català, Jaume Martínez Vendrell i Joan Massot, del sector de l'antic Nosaltres Sols!, i Enric Pagès i Montagut, Francesc Espriu i Joan Fortuny, del sector de l'antiga Federació Nacional d'Estudiants de Catalunya. Daniel Cardona i Civit, malalt, no hi va assistir. La idea era aplegar en un front ampli tots els partits nacionalistes. A la pràctica, però, la resta de partits nacionalistes (Acció Catalana, ERC, etc.) no en formarien part com a tals i la seva presència al FNC seria a través de militants aïllats. Estat Català i tots els sectors que el componien mantindrien la seva autonomia organitzativa dins del FNC, per bé que els diversos sectors dins Estat Català s'anaren diluint amb el pas del temps.
Els seus membres es proposaven dur a terme una resistència per la llibertat de Catalunya, la dignitat humana i un model de societat avançada. També pensaven que les tropes aliades ajudarien la resistència catalana a acabar amb el govern espanyol franquista. Volia ésser l'unificador independentista antifranquista tant dins com fora de Catalunya. Van reclutar militants dels partits nacionalistes, antics mossos d'esquadra i policies de la Generalitat de Catalunya. També aplegaren antics militants d'ERC i d'Acció Catalana, gairebé inexistents a l'interior.
Els mancava finançament, però des del 1945 formaren un Comitè d'Ajut als Combatents del FNC amb diners dels catalans d'Amèrica. A Londres el seu delegat Pere Mitjà va fundar-hi l'Agrupació Nacionalista Catalana a la Gran Bretanya. El seu òrgan era Opinions i el front era integrat per obrers, petits propietaris i botiguers.

### Lluita armada
L'agost del 1940 Andreu, Cornudella, Cruells, Xammar i d'altres entraren a Catalunya clandestinament i es dedicaren a fer tasca d'espionatge per a la Gran Bretanya. Josep Benet era el correu amb l'exterior. El 1944 foren condemnats a sis anys de presó sis militants del grup. Jaume Ribas i Surinyac va contactar el 1943 amb l'Intelligence Service britànic, qui els va donar armes i una emissora de ràdio, i Gregori Font amb el Deuxième Bureau. També organitzaren la cadena d'evasió de Suïssa a Lisboa per les Alberes. Manuel Valls de Gomis i Jaume Cornudella i Olivé ajudaren a fugir uns 800 aviadors aliats, mentre que Josep Rovira i Canals, n'organitzà una altra per Palafrugell, Vic i Barcelona. Tanmateix, el 1941 hi havia 126 detinguts a l'interior.
La branca militar del Front Nacional de Catalunya, dirigida per Jaume Martínez Vendrell, es considerava com l'exèrcit català d'oposició a l'exèrcit ocupant. Va patir un cop molt dur amb l'anomenada Caiguda dels 50 cap a la fi de 1943. Joan Cornudella i Antoni Andreu van refer-lo a la fi de 1944.
A l'exterior, el 1943 van contactar amb el Consell Nacional de Catalunya de Carles Pi i Sunyer, i quan aquest es va dissoldre, van formar part del Consell Nacional de la Democràcia Catalana. El 4 de gener del 1945 s'adheriren al Bloc Nacional Català format per ERC. Tanmateix, quan el president Josep Irla i Bosch va formar el seu govern el 14 de setembre de 1945 no va consultar el FNC, la qual cosa suposà la seva marginació en l'alta política a l'exili. Això els farà bolcar-se en accions a l'interior.
Fins al 1943 Manuel Cruells i Joan Cornudella s'encarregaren de la direcció. D'ençà del 1944 l'esquema del FNC fou:
- Consell Executiu
- Consell de Barcelona Ciutat
- Consell de Barcelona Circumscripció
- Consell d'altres contrades catalanes
- Delegació a França, amb seu a Perpinyà (Jaume Cornudella)
- Delegació a Londres

El 18 d'abril del 1946 se celebrà la I Conferència del FNC a Dosrius (Maresme), en la qual es va reestructurar l'organització. Es calcula que disposava d'uns 3.000 militants:
- Consell executiu, compost per un president (Antoni Andreu i Abelló) un secretari general (Jaume Martínez i Vendrell) i cinc consellers (premsa, propaganda, acció social, organització, serveis i joventut) entre ells Manuel Viusà i Camps i Antoni Malaret i Amigó.
- Consell Nacional, amb una secció per Barcelona ciutat i una altra per comarques.
- Ajut Català, pels represaliats.

També advocaren per la solidaritat social, la llibertat de consciència, una política social de benestar col·lectiu, dret a la independència i conformitat amb la Carta de l'Atlàntic.
Alhora, multiplicaren les accions a l'interior, sobretot la penjada de senyeres i pintades, ja que fins a finals del 1946 no van disposar d'armament suficient per a dur a terme accions de resistència organitzada. L'11 de setembre del 1944 un escamot dirigit per Martínez i Vendrell va penjar una senyera al transbordador aeri del port de Barcelona. El 23 d'abril del 1945 van penjar una senyera a la Sagrada Família i el novembre del 1945 al Palau de la Música Catalana. Pel febrer del 1946 van posar un petard i pintades a la Universitat de Barcelona i crearen el Front Universitari Català (1942), que s'enfrontà sovint als membres del Sindicato Español Universitario de Pablo Porta Busoms.
El gener del 1946 passaren armes i explosius per la frontera, cosa que enfortí la secció militar, mentre que l'abril Jaume Cornudella i Manuel Valls de Gomis van començar a emetre amb una ràdio d'ona curta. El 24 de març del 1946 van posar un explosiu al Monument de la Victòria, i el 6 de juny desplegaren una senyera a l'estadi de Montjuïc, però el 8 de juny del 1946 van patir un cop molt dur amb la caiguda de la secció militar del FNC, amb 14 detinguts i quatre més en contumàcia, i els fou confiscat la major part de l'armament. Jaume Martínez Vendrell fou condemnat a 20 anys de presó, i Josep Serra i Estruch a sis anys. Això els suposà la pèrdua de la impremta i bona part de l'armament.
A finals dels anys 60, Jaume Martínez Vendrell torna a reconstruir de nou una organització armada, per encàrrec de Josep Maria Batista i Roca, la qual compta amb militants procedents del FNC i arran de les darreres detencions serà coneguda com a EPOCA (Exèrcit Popular Català). Jaume Martínez manté igualment una aparell de passos de la frontera a través de la muntanya, que confia en el muntanyenc Anton Ribas, també militant del FNC. El 1979 aquestes organitzacions queden força delmades a conseqüència de noves detencions.

### La maduresa política
Endemés, el resultat del Referèndum de la Ley de Sucesión en la Jefatura del Estado, que va obtenir un 92,94% de vots afirmatius malgrat l'esforç de l'oposició, va desmoralitzar força l'oposició antifranquista. L'agost del 1947 Cruells marxà a França amb Josep Pallach (Moviment Socialista de Catalunya) com a representant del FNC al Consell Nacional de la Democràcia Catalana. Quan va retornar el 15 d'octubre del 1950, el partit estava en descomposició. El 1948 Viusà i d'altres marxaren també cap a França, d'on ja no en tornarien. Estat Català, que fins aleshores havia gaudit d'autonomia organitzativa, abandonava el Front Nacional de Catalunya el 1947 a causa de discrepàncies amb els sectors que volien convertir el FNC en un partit polític. També va marxar el 1949 Ferran Marull, militant que va convertir-se en fotògraf a París, destacant pel seu reportatge del Maig del 68, entre d'altres.
L'octubre del 1947 se celebrà la II Conferència del FNC a Sant Just Desvern, on es desenvoluparen les tesis de la I Conferència. Abandonaren definitivament la concepció del Front per a esdevenir un partit polític, ja que consideren que amb l'estratègia frontista no podien enderrocar el franquisme. El manifest Per una política catalana es declara partidari d'un règim democràtic, l'autodeterminació dels Països Catalans, del socialisme democràtic i de la llibertat religiosa.
Des del 1948 el FNC va llanguir i la seva presència en actes reivindicatius fou mínima. Van repartir alguns pamflets durant la vaga de tramvies de 1951 i llençaren fulls de mà al Teatre del Liceu. Del 1954 al 1959, Per Catalunya fou repartida clandestinament i el 1957-1958 s'hi incorporaren nous militants més joves, com Joan Cornudella i Feixa (fill de Joan Cornudella), Joan Colomines (posteriorment ho faria el seu fill Joan Ramon Colomines), Joaquim Ferrer i Josep Ferrer.
El 24 d'abril de 1960 el Consell Nacional del FNC va redactar un informe sobre la situació actual i una declaració política de principis, on proposa una revifalla nacionalista i l'interclassisme d'esquerres amb una acció enèrgica, sostinguda i no violenta. Joan Cornudella i Barberà es manté com a president, però s'incorporen a la direcció Jordi Vila, Joaquim Ferrer i Josep Ferrer. Cap al 1964 s'hi incorporarien Enric Padrosa, Joan Armet, Antoni Malaret i Joan Colomines, i el 1963 intentaren organitzar una secció sindical i un Servei de Coordinació Comarcal.
El 13 de gener de 1965 foren detinguts i torturats els joves militants Carles Castellanos, Agustí Barrera i Joaquim Ferrer. El sector més jove del partit es decantà a poc a poc pel marxisme, molts d'ells ingressaren a Comissions Obreres i al SDEUB, i l'abril del 1966 Josep Ferrer publicà Sobre la teoria i pràctica del FNC on l'acusa de no connectar amb la realitat del país i de no desenvolupar la feina de conscienciar les bases populars, raó per la qual és minoritari, alhora que planteja l'independentisme com a reivindicació real.
El gener de 1967 el Consell Executiu intentà reimpulsar la política unitària de l'oposició antifranquista sense excepcions, i proposa accions reivindicatives de caràcter no violent. El juny de 1968 mantindria contactes amb el Partit Socialista Valencià, però alhora el sector més immobilista es va moure per a expulsar el sector més jove del partit, que havien presentat un document on proposaven una nova estratègia basada a unir la lluita nacional i la lluita social en l'àmbit total dels Països Catalans. Tanmateix, mentre que el FNC fou partidari d'una política de pactes i assolir poder en institucions democràtiques, el sector escindit es decantà per una política socialista i independentista de base popular. El març de 1969 els joves escindits (Ferrer, Castellanos, Armet) formarien un nou partit, el Partit Socialista d'Alliberament Nacional (PSAN).
El 1970 es van crear dues noves seccions juvenils del FNC, una en l'ensenyament, el Bloc Català d'Estudiants, i l'altra sindical, la Joventut Obrera del FNC, que publicava Acció.
El 1971 també formaren part de l'Assemblea de Catalunya.
L'agost del 1974 va celebrar-se el I Congrés del FNC al Monestir de Montserrat. S'hi aprovà la ponència «Per un partit de masses i de combat» on es mostraven partidaris del socialisme autogestionari i acceptaven com a base teòrica el marxisme crític.
A les primeres eleccions generals espanyoles de 1977 va donar suport a la coalició Pacte Democràtic per Catalunya.

### Acostament a l'Esquerra Independentista
El fracàs electoral pel Front, provoca una forta crisi i la sortida d'una part del seu nucli dirigent històric, encapçalat per Joan Cornudella que acabarà integrant-se al PSC-Reagrupament.
Aleshores el FNC mira de refer-se com a partit, intentant cobrir l'espai socialista i independentista amb un acord tàcit amb el PSAN, que pretenia cobrir al mateix temps l'espai comunista, però la creació de Nacionalistes d'Esquerra en vistes a les primeres eleccions al Parlament de Catalunya el 1980 provoquen una nova escissió dels partidaris de donar-li suport. El FNC logra reconstituir les seves Joventuts a començaments dels anys vuitanta i aquest sector participa inicialment en la construcció del MDT.
A la fi de la dècada de 1980, el FNC participa en la candidatura electoral Catalunya Lliure per tal de presentar-se a les Eleccions al Parlament Europeu de 1989, una candidatura impulsada pel sector vinculat al PSAN del Moviment de Defensa de la Terra. Un any després en convertir-se la coalició electoral en partit polític el FNC l'abandonà i es dissolgué posteriorment recomanant als seus militants integrar-se en Esquerra Republicana de Catalunya.

## Òrgans
A l'interior, el FNC publicava Per Catalunya, fundat el 1945 per Antoni Andreu i Abelló i Manuel Viusà, amb un tiratge de 5.000 exemplars, i Horitzons, editat del 1945 al 1946 per Esteve Albert, militant d'Estat Català del sector Nosaltres Sols!. A l'exili publicaren a Perpinyà Papers, dirigit per Jaume Cornudella i Gaietà Rahola, amb un tiratge de 4.000 exemplars, i Opinions, també amb 4.000 exemplars, amb dibuixos de Josep Picó i on hi col·laborava també gent d'Estat Català i Josep Maria Batista i Roca, entre 1954 i 1959 tornà a publicar Per Catalunya, i del 1964 al 1980 l'òrgan central fou la revista Ara.